# Теудос ап Райн
Теудус ап Райн (валл. Tewdws ap Rhein; род.ок. 700 или 710) — правитель Диведа во второй трети VIII века.

## Биография
Теудос был старшим сыном короля Диведа, Истрад-Тиви и Брихейниога Райна. После того, как его отец потерял Истрад-Тиви, он отправил своего брата Ауста управлять Брихейниогом. После Ауста там стал править его сын Элвистл. Каждый из двоюродных братьев — Теудур и Элвистл — считал себя законным наследником. Первое время они жили в мире, поклявшись друг другу в верности на алтаре св. Диврига. Согласно Венди Дэвис около 750 года Теудур нарушил мир и убил Элвистла.
Теудос унаследовал от отца Дивед в середине VIII века. Возможно что Теудос и Теудур был одним человеком. Возможно у него был сын Элисед.
В честь него якобы назван кантрев Теудос. Возможно, это ошибка, поскольку этот кантрев был другим именем для Кантрев Маур, входящего в состав Брихейниога. Скорее это был его брат, Теудур, который унаследовал Брихейниог. Говорят, что этот кантрев получил свое название от более позднего Теудоса.
Ему наследовал его сын Маредид.